# ストレンジドラマ
ストレンジドラマ（the strange drama）は日本の4人組ロックバンドである。略称は「ストドラ」。男性4人組のバンドだが、ディスクジャケットにはすべて女性を起用している。

## 来歴
2002年3月に千葉県で4ピースバンドとして結成し、千葉・東京を中心に活動。
2005年9月RESERVOTION RECORDSより、千葉県限定シングル『夏を唄う花』を発売。同年11月にアルバム『その記念日に名前はない』で全国デビューを果たした。
2010年4月7日にベスト・アルバム『五線譜のドラマ』を発売。
2011年4月に配信限定シングル『巡り逢えたこと』が京葉銀行CMソングに使われた。同楽曲は亀田誠治を音楽プロデューサーに迎えて制作された。
ベース・ドラムの脱退後は2人組として活動していたが、2012年2月にサポートメンバーであった元メガネビジョンの鈴木直也（ベース）とシュノーケルの山田雅人（ドラム）が加入し4人編成に戻った。同時に、バンド名を「the strange drama」から「ストレンジドラマ」に変更。
2013年、2月・4月〜9月まで連続シングルリリース。
2014年7月、千葉LOOKでのワンマンライブを持って活動休止。
2019年9月15日に千葉LOOK30周年を記念したライブイベントに出演。

## メンバー
※公式プロフィールに準拠。
| 名前                              | プロフィール                             | 担当            | 血液型 |
| --------------------------------- | ---------------------------------------- | --------------- | ------ |
| 白濱 賢吾 （しらはま けんご）     | 2月19日 千葉県                           | ボーカル ギター | AB型   |
| 宇塚 博之 （うづか ひろゆき）     | 4月10日 栃木県                           | ギター          | B型    |
| 鈴木“choku”直也 （すずき なおや） | 4月24日 栃木県                           | ベース          | O型    |
| 山田 雅人 （やまだ まさと）       | 11月9日 長崎県佐世保市生まれ、福岡県育ち | ドラムス        | A型    |

## ディスコグラフィ

### シングル
| 発売日        | タイトル        | 規格品番  | 備考                        |
| ------------- | --------------- | --------- | --------------------------- |
| 2005年9月14日 | 夏を唄う花      | RESI-0001 | 千葉県限定シングル          |
| 2010年10月6日 | 巡り逢えたこと  | ―         | 配信限定シングル            |
| 2013年2月23日 | GyROTiMe        | ―         | 2013年シングルシリーズ第1弾 |
| 2013年4月28日 | 水と魚          | ―         | 2013年シングルシリーズ第2弾 |
| 2013年5月17日 | ルーテシイア    | ―         | 2013年シングルシリーズ第3弾 |
| 2013年6月7日  | 橙満月          | ―         | 2013年シングルシリーズ第4弾 |
| 2013年7月26日 | 風船とピエロ    | ―         | 2013年シングルシリーズ第5弾 |
| 2013年8月25日 | 声にならない    | ―         | 2013年シングルシリーズ第6弾 |
| 2013年9月19日 | Relight My Fire | ―         | 2013年シングルシリーズ第7弾 |

### アルバム

#### フル・アルバム
|     | 発売日         | タイトル               | 規格品番  |
| --- | -------------- | ---------------------- | --------- |
| 1st | 2005年11月16日 | その記念日に名前はない | RESI-1001 |
| 2nd | 2006年2月15日  | 音楽が目に見える日     | RESI-1005 |
| 3rd | 2006年10月25日 | 各駅停車の想いたち     | RESI-2001 |
| 4th | 2013年12月4日  | Relight Your Fire      | TDKR-1001 |

#### ベスト・アルバム
|     | 発売日       | タイトル       | 規格品番  |
| --- | ------------ | -------------- | --------- |
| 1st | 2010年4月7日 | 五線譜のドラマ | XQFQ-1301 |

#### ミニ・アルバム
|     | 発売日        | タイトル             | 規格品番  |
| --- | ------------- | -------------------- | --------- |
| 1st | 2011年2月5日  | 音なき声のリバイバー | PYON-0001 |
| 2nd | 2012年7月12日 | セツナピリオド       | PYON-0003 |

### 参加作品
- compilation 1（2012.04.11）
「名もなき素敵な4分ちょい」「セプテンバー」の2曲を収録

### 自主制作盤
※現在はすべて廃盤
- rootless wonder（アルバム）
- 虹を待つ（シングル）
- 冬愁（シングル）
- rainning sun（アルバム）

### その他の作品
- 「笑う花－drama side－」（2014年4月24日、ライブ会場限定発売）